# Félix Lambey

a Compétitions nationales et continentales officielles uniquement.

b Matchs officiels uniquement.
Dernière mise à jour le 15 septembre 2024.
Félix Lambey, né le 15 mars 1994 à Lons-le-Saunier (Jura), est un joueur international français de rugby à XV jouant au poste de deuxième ligne au Lyon OU.
Il remporte le Challenge européen avec le LOU en 2022.

## Biographie

### Jeunesse et formation
Natif de Lons-le-Saunier, Félix Lambey commence le rugby au Club sportif Lons Jura à l'âge de 5 ans. Après la liquidation judiciaire du Club sportif Lons Jura en 2009, Lambey continue de jouer à Lons-le-Saunier, au Cercle sportif lédonien nouvellement créé.
Il rejoint le Lyon olympique universitaire rugby en 2012. En 2013-2014, il est censé évoluer avec les Reichel du LOU mais il est surclassé chez les Espoirs. Il est prêté à l'AS Béziers en Pro D2 durant la saison 2015-2016 avant de revenir au LOU.

### Carrière en club
Le 12 juin 2017, le LOU annonce que Félix Lambey a signé son premier contrat professionnel avec le club.
Lors de la saison 2019-2020, il est nommé capitaine du LOU Rugby aux côtés de Baptiste Couilloud.
Avant la reprise de la saison 2024-2025, il prolonge son contrat avec son club formateur jusqu'en 2027. Il est alors l'un des leaders de l'équipe lyonnaise.

### Carrière internationale
Félix Lambey a joué pour l'équipe de France des moins de 20 ans. Il dispute cinq matchs lors du Tournoi des Six Nations des moins de 20 ans 2014 dont un comme titulaire puis cinq matchs de la coupe du monde des moins de 20 ans 2014 dont deux comme titulaire.
En juillet 2016, il figure sur la Liste développement de 30 joueurs de moins de 23 ans à fort potentiel que les entraîneurs de l'équipe de France suivent pour la saison 2016-2017.
Guy Novès le convoque pour les tests match de novembre 2017, mais le joueur doit déclarer forfait, et est finalement remplacé par Paul Jedrasiak.
Jacques Brunel l'intègre dans son groupe pour préparer le Tournoi des Six Nations 2018. Alors qu'il n'a pas joué, il est sanctionné par l'encadrement des Bleus, avec d'autres joueurs, après être rentré tard de soirée et avoir été entendu le lendemain par la police locale. Il est alors exclu de l'équipe pour le prochain match contre l'Italie.
Lambey connaît sa première sélection en tant que remplaçant face aux All Blacks à l’été 2018, et sa deuxième face aux Fidji en novembre. Le sélectionneur Jacques Brunel le convoque de nouveau pour préparer le Tournoi des Six Nations 2019. Lors de la première journée du Tournoi, il fait une entrée remarquée en cours de jeu malgré la défaite des Bleus face au pays de Galles. Lors de la deuxième journée du Tournoi face à l'Angleterre et malgré la lourde défaite des bleus 44 à 8, il est l'un des rares français à avoir livré une prestation encourageante. Sa performance au match suivant face à l'Écosse est de bonne facture avec beaucoup de dynamisme en défense comme en attaque? comme en témoigne une belle chistera qui entraîne le premier essai de la partie. Lors de la quatrième journée, la France sombre en Irlande (défaite 26-14) : malgré la défaite, il abat un travail considérable en défense avec 21 plaquages réalisés en première mi-temps.
Son statut de titulaire en équipe de France est conforté par sa pré-selection dans la première liste des 31 joueurs annoncés comme partant à la Coupe du Monde de Rugby 2019 au Japon. Néanmoins, à la fin de la préparation, il est exclu de la liste finale. Jacques Brunel justifie cette mise à l'écart par "un retrait durant la préparation". Le staff mise, de surcroît, sur la polyvalence d'Arthur Iturria et Bernard Le Roux.

### Barbarians
En novembre 2016, il est sélectionné avec les Barbarians français pour affronter une sélection australienne au Stade Chaban-Delmas de Bordeaux. Les Baa-Baas parviennent à s'imposer 19 à 11 grâce à un essai de Raphaël Lakafia à la 77e minute.
En 2017, il est sélectionné pour jouer contre l'équipe d'Afrique du Sud A les 16 et 23 juin en Afrique du Sud. Il est remplaçant lors du premier match puis titulaire lors du second. Les Baa-baas s'inclinent 36 à 28 à Durban puis 48 à 28 à Soweto.
En novembre 2021, il rejoint de nouveau les Barbarians français pour affronter les Tonga au Matmut Stadium Gerland de Lyon. Les Baa-Baas s'impose 42 à 17 grâce à six essais inscrits.

## Palmarès

### En club
- Vainqueur du Challenge européen en 2022 avec le Lyon OU.
- Finaliste de la Challenge Cup en 2025 avec le Lyon OU.

### En équipe nationale
- Vainqueur du Tournoi des Six Nations des moins de 20 ans en 2014 (Grand Chelem) avec l'équipe de France des moins de 20 ans.

#### Tournoi des Six Nations
| Édition                      | Rang | Résultats France | Résultats Lambey | Matchs Lambey |
| ---------------------------- | ---- | ---------------- | ---------------- | ------------- |
| Tournoi des Six Nations 2019 | 4e   | 2 v, 0 n, 3 d    | 2 v, 0 n, 3 d    | 5/5           |

Légende : v = victoire ; n = match nul ; d = défaite ; la ligne est en gras quand il y a Grand Chelem.